# لي روي (لاعب كرة قدم)
لي روي (بالصينية: 李銳) (2 مايو 1994 في الصين - ) هو لاعب كرة قدم صيني في مركز الهجوم. لعب مع سبورتينغ براغا.

## وصلات خارجية
- لي روي على موقع قاعدة بيانات كرة القدم.إي يو (الإنجليزية)
- لي روي على موقع قاعدة بيانات كرة القدم.إي يو (الإنجليزية)
- لي روي على موقع Soccerway.com (الإنجليزية)